# استان توتوری

نقشهٔ استان توتوری.

استان توتّوری (به ژاپنی: 鳥取県) یکی از استانهای کشور ژاپن است که در جزیره هونشو قرار گرفته‌است. مساحت آن ۳۵۰۷ کیلومترمربع می‌باشد. جمعیت این استان در سال ۲۰۰۲ بالغ بر ۵۸۴۹۸۲ نفر برآورد شده‌است که کم جمعیت‌ترین استان کشور ژاپن به حساب می‌آید.
استان توتوری از نظر تقسیمات کشوری بخشی از ناحیه چوگوکو به حساب می‌آید. مرکز این استان شهر توتوری است که جمعیتی بالغ بر دویست هزار نفر دارد.